# 若大站
若大站（：／ Yakdae yeok */?）曾为韩国铁路金浦线上的一个临时车站，位于京畿道富川市若大洞，现在已废止。